# Elena Poniatowska
Elena Poniatowska, teljes nevén Hélène Elizabeth Louise Amélie Paula Dolores Poniatowska Amor (Párizs, 1932. május 19. –) Mexikó egyik legismertebb írója és újságírója.

## Életpályája
A mexikói Paulette Dolores Amor (akinek a családja Franciaországba menekült, miután a mexikói forradalomban kisajátították földjüket) és a lengyel Poniatowski-házból származó Jean Evremont Poniatowski frigyéből született 1932-ben  Párizsban. (A több helyütt fellelhető 1933 mint születési év Emmanuel Carballo antológiájában megjelent helytelen időpont gyakori lemásolásának köszönhető). 1941-ben édesanyja a nácik elől visszamenekült Mexikóba, miközben apjuk a háború végéig küzdött a francia ellenállásban és csak 1945-ben utazott Mexikóba. Néhány erre az időre emlékeztető emlékét az írónő önéletrajzi regényében feldolgozta „Flor de Lis“ (1988). A szintén költő Guadalupe („Pita“) Amor (1920-2000) anyai nagynénje volt.
Spanyolul a dadustól (Magdalena Castillo) tanult meg nyolcévesen, mivel a szülei ezt nem tartották fontosnak, de Elena már kora gyermekkorától nem illett bele a lengyel hercegnői szerepbe, hisz ahelyett, hogy rangjához illően megházasodott volna, inkább újságírásba kezdett és olyan sikeres volt, hogy rövid időn belül igen keresett lett a munkája.